# 百里救難隊
百里救難隊（ひゃくりきゅうなんたい、英称:Hyakuri Air Rescue Squadron）は、航空自衛隊航空総隊航空救難団隷下の航空救難部隊。茨城県百里基地に所在し、捜索救難機にU-125A、救難ヘリコプターにUH-60Jを運用する。

## 概要

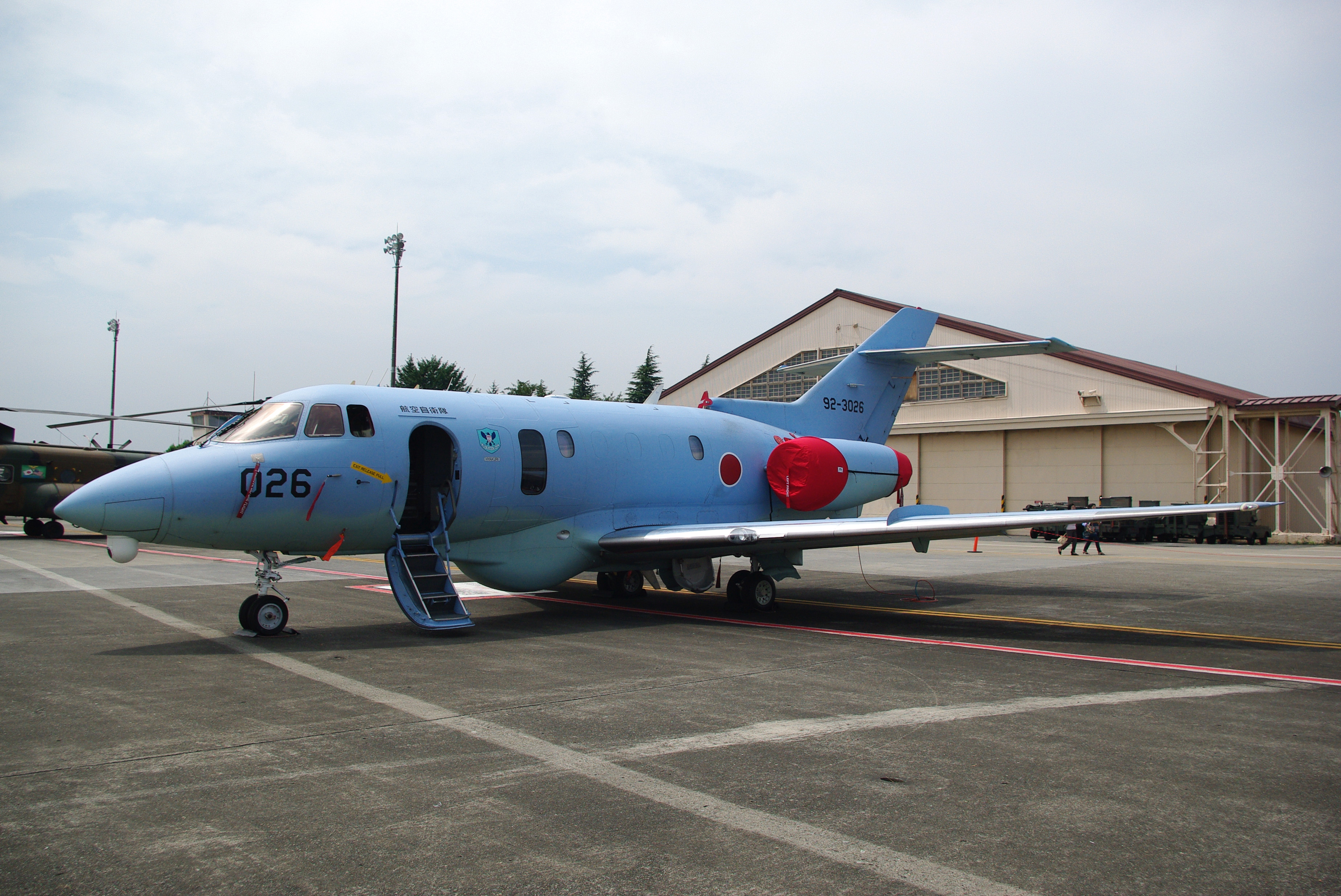
百里救難隊のU-125A

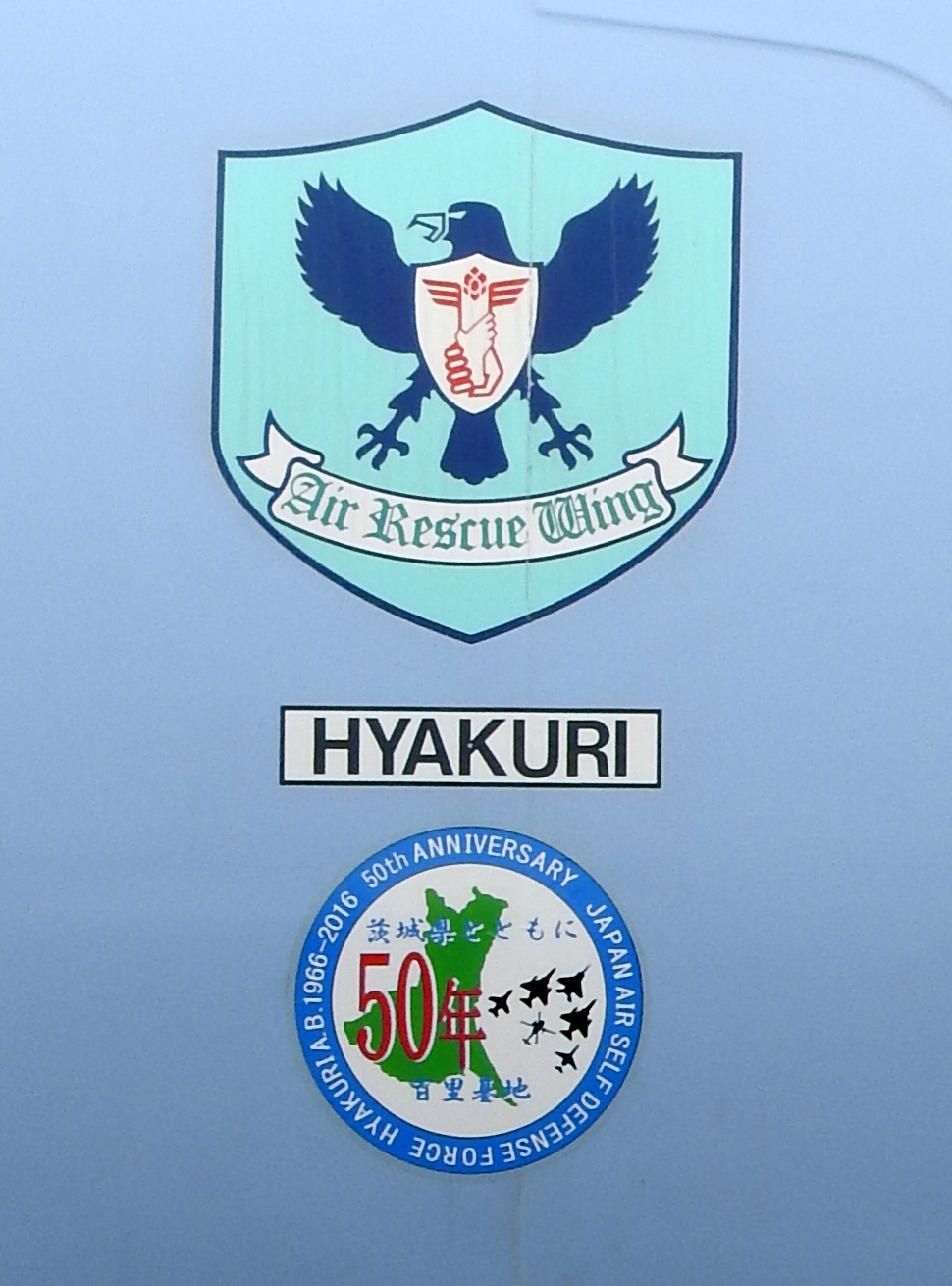
百里救難隊の部隊表記

1965年（昭和40年）2月1日に航空自衛隊8番目の救難隊として百里基地で編成された。
部隊マークは、昼夜を問わずに救難活動を行うという意味を込め、フクロウをモチーフとしたものになっている。

## 沿革
- 1965年（昭和40年）11月20日 - 百里基地において航空救難群隊隷下で百里救難隊編成[1]。
- 1971年（昭和46年）3月1日 - 航空救難群が航空救難団に改編[1]。
- 1989年（平成元年）3月16日 - 航空救難団が航空支援集団隷下に隷属替え[1]。
- 2013年（平成25年）3月26日 - 航空救難団が航空総隊隷下に隷属替え[1]。

## 部隊編成
- 隊本部
- 総括班
- 飛行班
- 整備小隊